# Toegelaten gebied

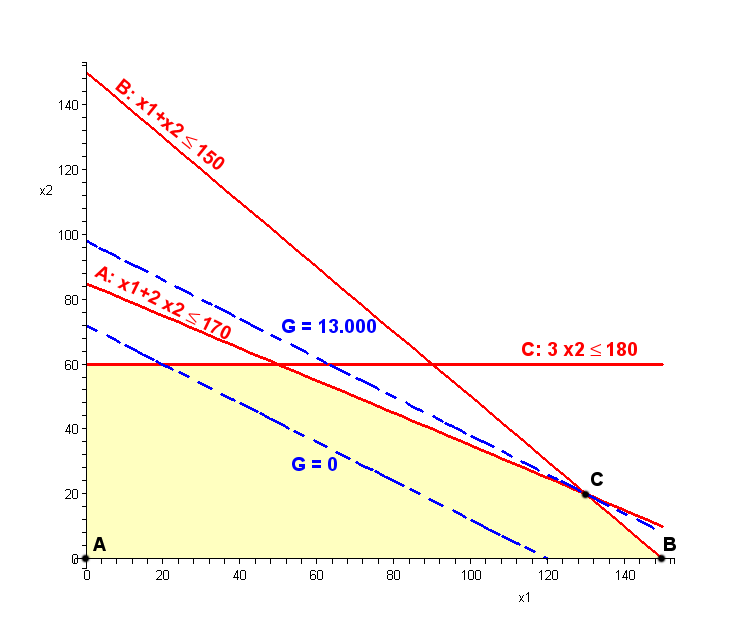
toegelaten gebied

Bij lineair programmeren wordt met het toegelaten gebied het convexe veelvlak bedoeld dat door de beperkingen van een lineair programmeringsprobleem wordt ingesloten. De simplexmethode 'wandelt' over de grenzen van dit gebied. Ieder punt in het gebied correspondeert met een oplossing voor het lineaire programmeringsprobleem en de simplexmethode kan worden gebruikt om het punt te vinden waar de waarde van de doelstellingsfunctie optimaal is. De optimale waarde is vaak als de grootst mogelijke waarde bepaald, die kan worden gevonden.
Als een lineair programmeringsprobleem geen toegelaten gebied heeft, zijn er ook geen oplossingen voor het probleem. Een toegelaten gebied kan ook onbegrensd zijn. Het is dan mogelijk dat een probleem een onbegrensd optimum heeft, er kan dan altijd een punt worden gekozen dat de doelstellingsfunctie verder minimaliseert of maximaliseert.